# فاليري روس
فاليري روس هي ملحنة ماليزية، ولدت في 24 مارس 1958 في كوالالمبور في ماليزيا.